# Реннелла, Винченцо
Винченцо Ренато Реннелла (фр. Vincenzo Renato Rennella; 8 октября 1988, Сен-Поль-де-Ванс, Франция) — французский футболист, с итальянскими корнями, нападающий.

## Биография
В 2006 году Винченцо начал свою профессиональную карьеру в клубе «Канны», за который выступал на протяжении сезона, сыграв в нескольких матчах. В 2007 году на футболиста обратили внимание из «Лугано», куда ему предложили переехать. Французский нападающий не долго принимал решение, летом 2007-го подписав с клубом контракт, по которому выступал за него совсем недолго.
В 2008 году Реннелла успел побывать в двух клубах. Сначала его приобрёл итальянский «Дженоа», где он так и не сыграл ни одного матча. Чуть позже его отправили в «Лугано», где ему было всё хорошо знакомо. Сезон 08/09 Винченцо провёл отлично, забив за временный клуб из Швейцарии 24 мяча в 22 матчах.
На следующий сезон Реннелла также отправился в аренду, в очередной швейцарский клуб «Грассхоппер». На протяжении двух сезонов Винченцо выступал в команде, приняв участие в 31 матче и забив 8 мячей.
В 2011 году французский футболист отправился в очередную аренду. На тот раз его временным клубом стал итальянский «Чезена». 31 августа 2012 года отдан в аренду команде испанской Сегунды «Кордова».
В 2013 году франко-итальянский футболист подписал контракт с испанским футбольным клубом «Реал Бетис», где сыграл за этот клуб 40 матчей и 7 раз поразил ворота соперника. На протяжении двух сезонов, играл в аренде, в таких командах как: «Луго» и «Реал Вальядолид».
В 2016 году подписал контракт с футбольным клубом «Реал Вальядолид».